# Deuxième prénom
 (octobre 2017).
Si vous disposez d'ouvrages ou d'articles de référence ou si vous connaissez des sites web de qualité traitant du thème abordé ici, merci de compléter l'article en donnant les références utiles à sa vérifiabilité et en les liant à la section « Notes et références ».
Dans de nombreux pays, le deuxième prénom est placé entre le prénom et le nom de famille d'une personne. Il sert principalement à distinguer deux homonymes.
Aux États-Unis et au Canada, il est souvent abrégé par son possesseur en une initiale à l'écrit et omis dans la vie quotidienne. Dans d'autres pays anglophones ou encore en France, on peut avoir plus d'un prénom supplémentaire tout en restant usuellement désigné par le premier. Il arrive également que le second prénom provienne du nom de famille d'un parent – le nom de naissance de la mère du porteur, par exemple.
À La Réunion, la tradition voulait que le second prénom soit utilisé en dehors de l'espace familial, tandis que le premier prénom était, lui, utilisé à l'intérieur du cercle familial. Ceci s'explique par le fait que le premier garçon portait comme premier prénom celui du père (et du grand-père, par récursivité). Il était donc inadéquat pour désigner d'une manière non ambiguë la personne au sein de la famille.[pas clair] Cette pratique est en voie de disparition pour deux raisons au moins ; d'une part, les premiers des garçons ne reçoivent plus systématiquement le premier prénom de leur père ; et d'autre part, depuis les années 1970, les maternités ont poussé à inverser l'inscription des prénoms à l'état civil, de manière que le prénom utilisé à l'extérieur de la famille soit le premier prénom.